# Pontogenia obscura
Pontogenia obscura är en ringmaskart som först beskrevs av Monro 1924.  Pontogenia obscura ingår i släktet Pontogenia och familjen Aphroditidae. Inga underarter finns listade i Catalogue of Life.